# あんどーなつ
『あんどーなつ-江戸和菓子職人物語-』（あんどーなつ えどわがししょくにんものがたり）は、原作：西ゆうじ、作画：テリー山本による日本の漫画。和菓子を題材にした作品である。
小学館『ビッグコミックオリジナル』で2005年18号から連載を開始し、2013年第2号への掲載を最後に原作者の西が死去して未完のまま終了した。単行本は小学館（ビッグコミックス）から全20巻で刊行されている。2013年6月に最終2巻が同時刊行されたが、第20巻には「特別付録」として、西が病床で語ったその後のストーリーの構想を編集部がまとめ、テリーのイラストを付けた「『あんどーなつ』幻の第177話」が収録されている（このストーリーが西の意向で漫画として描かれなかったという経緯についても記述されている）。また、第19巻には第1話の原作原稿が「特別付録」として収録されている。
2008年にテレビドラマ化され、TBS系列で放送された。

## 作品概要
パティシエを目指していた安藤奈津（あんどう なつ）は、銀座の菓子店「獅子屋」の採用面接を受けに行ったが不採用となり、帰る途中ふとしたことで老舗和菓子店「満月堂」の和菓子職人の梅吉たちと出会い[注]、それをきっかけに和菓子の世界に魅せられ、一人前の和菓子職人を目指すことになる。奈津が満月堂で働き始めた時期は明らかにされていないが、3話で梅吉が「夏過ぎの今の時期は～」と語っている事、7話でクリスマスケーキを作るゆりえと再会する事、たみが亡くなった時には満月堂に来てまだ一年経っていない事から6～7月頃と推測できる。しかしその後、奈津が満月堂に来る2か月前に亡くなった周平の命日が10月19日である事が明らかになっており、それに従うと奈津が来たのは12月になる。
本作品では和菓子のことや奈津と彼女を取り巻く人々のドラマ、作品の舞台となる浅草、奈津の出身地である福井の風情だけでなく、職人として姿勢についても語られている。また、和菓子だけでなく着物や仏教などの日本文化、和菓子の意匠になる植物の解説もたびたび出てくる。
2008年に姫路で開催された全国菓子大博覧会に行ったり、東日本大震災の後に「もう二度と人々を悲しませる津波が来ないように」と喜八郎とあやめが波除稲荷にお参りに行くなど、現実の出来事とリンクしている話がある。その一方で登場人物たちの時間経過は曖昧になっており、あやめは1960年12月25日に出産していて喜八郎にそのことを告白したのは2006年のため「46年前に出産した」と語っているが、2008年に奈津から「母親は生きていれば今年47歳になる」と聞いて奈津の母親が自分の娘だと確信、2011年には46年前に出産したと清太郎に語っている。奈津についても専門学校を卒業したのが20歳と仮定すると橋蔵が登場する話では27から28歳のはずだが、光子が「まだ20歳を出たばかりの子」と語るシーンがある。しかし健太は初登場が小学6年生の冬ですぐ中学校に進学、橋蔵との話では中学3年生になって進路について悩むシーンもあり、現実と同じ時間経過で成長している。

## 登場人物
（「[演]」がついている登場人物は、ドラマの登場人物でもある）
奈津の両親など故人ながら回想シーンに登場し、物語の進行上重要な役目を果たしている人物については※をつけている。

### 満月堂
安藤奈津（あんどう なつ）[演]
本作品の主人公。年齢は20歳。
福井県出身である。ロイヤル専門学校洋菓子科を卒業し、パティシエを目指していたが、ひょんなことから「満月堂」にて和菓子職人を目指すことになる。当初はパティシエの仕事が見つかるまでのアルバイトという約束で働き始める。しかし和菓子の素晴らしさや満月堂を愛する常連客の気持ちに触れ、和菓子職人になる事を決め正式採用してもらう（4話）。
真面目で明るい性格の持ち主。洋菓子専門学校での成績も優秀である。母親は奈津を産んですぐに亡くなり、福井に住む父親の祖父母に育てられる。祖父は5歳の時に亡くなったため、ほとんど祖母と二人暮らしだった。パティシエを目指したきっかけは、幼い頃に海外出張でなかなか会えなかった父が誕生日には大きなケーキを買ってきてくれて美味しそうに食べている姿を見て、いつかケーキ屋になって自分の作ったケーキを父に食べさせようと誓ったため。奈津が専門学校を卒業する直前に事故死したため願いは叶わなかった。その後一年も経たずに祖母のたみも逝去し、身内は父の妹の美都里だけである。
初めての餡の拵えに失敗したときには失敗した餡を詫びながら食べるほど、食材に対する愛情を持っている。住み込みを税込の類似語と思ったり、糯米の品種「黄金餅」を小金持ちと勘違いするなどそそっかしいが、初めて茶道の先生に会ったときに茶道の心得がないにもかかわらず先生を感心させるほどの気配りが出来ているなど、しっかりしたところもある。
大切なお茶会で気合の入りすぎが仇になり大失敗をしてしまった際には、満月堂と一ツ橋流の体面を守るために自ら解雇を申し出て失踪、美都里の元に身を寄せる。
安田梅吉（やすだ うめきち）[演]
老舗「満月堂」の職人で通称「梅さん」。職人歴は50年以上。東京大空襲により戦災孤児となり、終戦後「満月堂」の先々代の旦那に拾われて和菓子職人として働くことになった。年齢は60歳代後半と推定される。
安藤奈津とふとしたことで知り合い、はじめは奈津に和菓子の魅力を伝えるために「満月堂」に連れて行き、アルバイトとして雇うが、奈津が正式な従業員になった後は和菓子作りを伝授していくことになる。また、当初は奈津の事を「なっちゃん」と呼んでいたが、松宮の叱責以降、「奈津」と呼んでいる。
仕事では職人らしく厳しいが、普段は優しく話しやすい人柄の持ち主。
丸岡竹蔵（まるおか たけぞう）[演]
「満月堂」の職人で通称「竹さん」。お調子者だが腕はある。職人歴は30年以上で年齢は40歳代後半と推定される。前橋出身。
もとは実家の和菓子屋を継ぐため、修行で「満月堂」に来ていたが、妹の都合で実家の和菓子屋がコンビニになってしまい、実家に戻れず「満月堂」でそのまま働くことになった。
田能久の若旦那とは飲み仲間である。長い間独身だったが、見合いの末に源月堂の娘・藤井美鈴と婚約した。
藤井美鈴（ふじい　みすず）
鎌倉・源月堂の一人娘。竹蔵と婚約後は満月堂で働く。奈津を妹のように思っており、奈津が満月堂を辞職して失踪した際には翌月予定だった祝言を延期する。
月岡光子（つきおか みつこ）[演]
「満月堂」の女将。書道の腕がある。深川育ちで実家は「鈴々軒」という和菓子屋である。
いつも和服姿で落ち着いた雰囲気を持つ女性。第一話で梅吉が「先々月、若旦那（夫）が交通事故で他界してから泣いてばかり」と言っており、奈津が来るまでは笑うことがなかったようである。
普段はおとなしい性格で、「蚊を叩くことさえ出来ない」と言われたこともあるぐらいだが、奈津を平手打ちしたことがある。また、書道を教えるときになると人が変わったように厳しくなる。
ボビー・カープ
祖父のツテを頼って満月堂に弟子入りしたアメリカ人。祖母が日本人であった事から日本に興味を持ち、大学では日本文化を学ぶ。一般の日本人より日本文化に詳しく、日本語や箸の使い方も上手い。奈津と鈴々軒に手伝いに行った際に工芸和菓子の美しさに魅了され、満月堂を辞め鈴々軒に移る。
月岡周平（つきおか　しゅうへい）※
光子の夫で若旦那。東都農大食品学部卒業。梅吉と竹蔵曰く「和菓子職人になるために生まれてきたような美しい心と手の持ち主」。第1話の前、10月19日に交通事故で逝去。
月岡才太郎（つきおか　さいたろう）※
周平の祖父で先々代の旦那。
月岡千恵子（つきおか　ちえこ）※
周平の祖母で先々代の女将。

### 満月堂のお得意様
大住喜八郎（おおすみ きはちろう）
「満月堂」の五八様（お得意様）。「ご隠居」と呼ばれている。
満月堂の面々からは年金暮らしの好々爺と思われているが、実は日本最大の商社・大住物産（奈津の父である達彦が働いていた会社）の会長で、自分の後継者と目をかけていた達彦が海外出張中に事故死したため、奈津の事を何かと気に掛けて時々昼食をご馳走する。後に奈津の祖父であることを知る。
吉田
喜八郎の運転手。奈津が達彦の娘である事は喜八郎から聞いており、たみが危篤になった際は奈津を福井まで送る。その際に美都里が奈津を非常に可愛がっているのを見たため、奈津が失踪した際には美都里が匿っているのではないかと疑う。
成瀬
喜八郎の秘書。
一ツ橋あやめ（ひとつばし あやめ）[演]
一ツ橋流茶道の家元。周りからは厳格な人柄で恐れられている。
奈津が初めてお菓子を届けにあがったときに奈津の細かな気配りに感心し、奈津を弟子に取った。かつて喜八郎とは恋仲だったが、お互いの家の事情により別れた。その時身ごもっており娘を出産。あやめの父が出生後すぐに里子に出したため、二度と会う事はできなかった。里子に出した際に一ツ橋流が家宝としている井戸茶碗をもたせたが、その茶碗を奈津が持っている事から奈津が自分の孫だと知る。その事実を知るのは喜八郎とあやめだけである。
坂井
一ツ橋流茶道の執事。満月堂より大店の獅子屋と付き合った方が一ツ橋流の繁栄に繋がると考えている。
幸代
一ツ橋流の内弟子。

### 浅草の人々
山口好江（やまぐち　よしえ）
呉服屋「越前屋」の大女将。奈津を孫娘のように可愛がっている。
宮本健一（みやもと　けんいち）
人力車の車夫。浅草生まれの浅草育ち。自分の娘に奈津のような素直で明るい子に育ってほしいと願う。
犬山
質店の店主。20年前に一人娘が成人式の直前に駆け落ちし、娘が帰ってくる事を願って毎年満月堂に赤飯を注文している。奈津の境遇を知り、娘のために誂えた東京友禅を着て欲しいと申し出るが…。
田沼信太郎（たぬま しんたろう）
浅草の牛鍋屋「田能久」（たのきゅう）の若旦那でお調子者。奈津に一目惚れしており、奈津のことを追っかけることもあるが、全て気づかれていない。竹さんとは飲み仲間である。子供の頃は銀一によく泣かされていた。
47回お見合いをしているが、ことごとく断られている。48回目の直前に奈津と知り合い、奈津と恋愛結婚すると母親に宣言。
松宮伝四郎（まつみや でんしろう）
浅草の提灯屋の職人。梅吉とは昔からの親友である。
銭湯で梅吉が奈津に対して親方としてしっかり接しきれていないことから彼を叱責する。
梅さん同様、職人としての厳しさと温かさを持つ人物である。
駒井銀一（こまい　ぎんいち）
江戸火消し・り組の若頭。普段はとび職である。突っぱっていて乱暴者だったが、奈津の人柄に触れ心を入れ替える。
田口英里（たぐち　えり）
母親と田口豆腐店を営む。後に銀一と結婚。
久雄
八百久の息子。奈津と同い年だがのんびりしていてどこか頼りない。
大林健太（おおばやし　けんた）
履物屋「大ばやし屋」の息子。奈津が小学校の総合学習で講師を務めた際に知り合う。口は悪いが根は優しい典型的な江戸っ子で、子供ながら商売人の心得もある。奈津を姉と慕う。登場初期はあんどーなつと呼んでいたが、中学進学後はなっちゃんと呼んでいる。
米山
洋食屋・欧州亭の店主。

### 満月堂の人々の親戚
安藤達彦（あんどう　たつひこ）※
奈津の父親。容姿は奈津と似ている。大住物産の社員で喜八郎からは自分の後継者だと目をかけられていた。妻の小夜子は奈津の出産時に亡くなり自身も海外赴任が多かったため、福井の実家に奈津を預ける。どんなに遠い赴任地にいても奈津の誕生日には必ず帰国した。料理は全くダメだったが奈津に母の味を食べさせてあげたいと小夜子のレシピノートを元にロールキャベツを練習し、奈津が高校2年生の時に小夜子と同じ味のロールキャベツを作れるようになった。
奈津がNYに卒業旅行で来る事になり、前の晩までボストンに出張中だった達彦は奈津を空港に出迎えるため夜通し車を飛ばすが、その途中で飲酒運転のトラックに追突され死亡した。
安藤小夜子（あんどう　さよこ）※
旧姓は湯川。奈津の母親であやめと喜八朗の娘。出生後すぐにあやめの父の弟子で未亡人の湯川花江の元に里子に出され茅ヶ崎で育った。奈津を出産してすぐ亡くなるが、亡くなる間際に自分が里子に出された際持たされた井戸茶碗を将来奈津に渡すようたみに託す。連載中、一度も大人になった際の容姿が登場しなかった為、あやめと喜八朗のどちらに顔が似ているかは不明。
鈴村太一（すずむら　たいち）
光子の実兄で和菓子屋「鈴々軒」の主人で工芸菓子職人。全国菓子大博覧会の東京予選に奈津と参加。後にボビーの親方になる。
鈴村克枝（すずむら　かつえ）
太一の妻で「鈴々軒」の女将。
鈴村和恵（すずむら　かずえ）
光子の実母で「鈴々軒」の大女将。
藤井一光（ふじい　かずみつ）
梅吉の兄弟子で鎌倉・源月堂の主人。一人娘・美鈴の婿養子となるのを前提で次期親方候補として竹蔵を迎えたが、源月堂内でいざこざがあった為、結果的に自らが現場復帰し、将来、竹蔵と美鈴の間に産まれるであろう子供に源月堂を継がせる事に期待して美鈴を竹蔵の元に嫁に出すことで落ち着いた。
丸岡律子（まるおか　りつこ）[演]
竹蔵の実妹。父親の死後、竹蔵に断りなく夫とともに実家の和菓子屋をコンビニに改装してしまう。
安藤たみ（あんどう　たみ）[演]
奈津の祖母。仕事で海外に滞在している事が多い息子に代わって奈津を養育する。奈津が満月堂で働き始めた時は既に入院しており、その後一年も経たずに三社祭の最中に逝去。死ぬ間際に奈津のぼた餅（奈津がその時点で唯一拵えられる和菓子）を食べた。
奥田美都里（おくだ　みどり）[演]
奈津の叔母。福井在住。たみが亡くなった後は奈津にとって唯一の身内。奈津を自分の娘同様に可愛がっている。
本心では奈津に福井に帰ってきてほしいと思っており、そのため奈津が満月堂を辞職して福井に帰ってきた際には、光子からの電話に「奈津は帰っていない」と嘘をついて匿う。しかし奈津があまのやに就職した際には、「今まで修行させてもらった満月堂にも報告するのが礼儀」と奈津に手紙を書くよう勧める。
光子が福井に迎えに来た際に奈津の満月堂への思い、光子の奈津に対する思いを理解し、福井から見守る事を決める。
奥田俊之（おくだ　としゆき）
奈津の義叔父。美都里同様、奈津を家族の一員として可愛がっている。
奥田尚美（おくだ　なおみ）
奈津の従妹。奈津を姉のように慕っている。
ジェイムズ・カープ
ボビーの祖父。元米国陸軍記録班に所属し、朝鮮戦争に出兵した際に休暇で浅草を訪れ才太郎にお世話になる。妻は日本人。

### 菓子店関係者
外崎浩一郎（とざき こういちろう）
銀座の名店「獅子屋」の社長。冬実の父。妻（冬実の母）とはすでに離婚。
「満月堂」の月岡光子とは知り合いで、かつて18歳のときの光子に求婚し、断られている。まだ光子に対しては未練が残っているようである。しかしビジネスと私情は分けており、冬実が満月堂で花嫁修業をしている際にスイーツ展で出す新作和菓子を探らせている。
外崎冬実（とざき ふゆみ）
浩一郎の娘。一ツ橋流の弟子。
一ツ橋流の家元が「獅子屋」でなく「満月堂」を贔屓にしていることから、奈津を「あんどーなつ」と呼び敵意を抱いている。容姿は美人でスタイルも良いが、社長令嬢とだけあって性格は陰湿かつ自己中心的。性格と容姿は離婚により別れた母に似ている（浩一郎談）。髪型が登場の度に異なるのが特徴。
お菓子を家元に届けにきた奈津を嵌めようとした。その後も「満月堂」から一ツ橋流御用達の看板を奪うことを父ともども画策するが、奈津からは悪印象を持たれていない。
後にボビーに惚れて、婚約するまでに至る。ボビーとカップルになってからは、若干陰湿な部分が無くなった。
秋山伊兵衛（あきやま いへえ）
「獅子屋」の和菓子職人。「江戸和菓子老舗展」にて「満月堂」から一ツ橋流御用達の看板を奪うための刺客として差し向けられる。
老舗展にて「満月堂」の評判を落とすため、奈津の知識や技量の無さを客の前で指摘するが、奈津の素直さや潔さを評価し、職人としての成長を期待しているようである。近江屋百貨店の催事でお茶の銘柄を調べていなかった奈津に厳しい視線を送るが、その後冷茶を用意し他店舗に分けた際には認める。
梅吉とは知り合いで、若い頃に「満月堂」の先々代に教えを乞いに来たことがある。その際、梅吉が1ヶ月掛けて覚えたことをたった3日で身に付けており、和菓子作りに関して天才であることが窺える。
黒井
獅子屋の和菓子職人。30代前半くらいの女性。催事では常に秋山の補佐役をしている。
人形町・鶴亀堂
葛饅頭の名店。店主夫婦は高齢で後継者はおらず、他店の和菓子職人が技を盗みに来てもすぐ見破って追い返してしまう。奈津が店に来た時も職人だと見破るが、奈津の職人としての姿勢を気に入り秘伝の技を伝授する。店じまいした際には奈津に葛饅頭の盃を譲る。
赤坂・弁慶堂
満月堂とともに一ツ橋流御用達の菓子舗で、太一が若い頃修行していた。近江屋百貨店の催事で冷茶を分けてもらった店の一つ。菓子大博覧会の工芸菓子東京予選で優勝。家元継承40周年茶事の菓子コンペにも参加。
金沢・加州梅鉢
金沢一ツ橋流御用達の菓子舗で、家元継承40周年茶事の菓子コンペに参加。奈津にお菓子の地域性を最初に教えたのはここの職人の前田である。
京都・菓子司若狭薮
京都一ツ橋流御用達の菓子舗で、家元継承40周年茶事の菓子コンペに参加。コンペで奈津を気に入り、うちで修行するよう誘うが断られる。
今岡
源月堂の職人。一光や職長も認める腕利きの職人。一光は一時期美鈴の婿候補に考えていたが美鈴が断った。そのため、婿候補として源月堂に入った竹蔵を快く思っていない。
松井
源月堂の職長。
大園珠子（おおぞの　たまこ）
おはぎで人気の大阪・えびす屋の女将。えびす屋のおはぎは珠子の夫が東京に旅行した際、満月堂で食べたおはぎを気に入り味を盗んだものである。夫が亡くなった後店を守るために、満月堂におはぎの作り方を習いに短期間だが弟子入りする。奈津が初めて和菓子作りを教えた人物。
小田原・満月堂
昭和初期に満月堂から暖簾分けされた。店主の松木は若い頃に源月堂で修行した。
福井・梅鉢
福井で一番大きい菓子舗。
福井・あまのや
満月堂のように町の中にある小さな和菓子舗。奈津が満月堂を辞職し福井に戻った際、奈津を雇う。店主の甘野は奈津の人柄を見込んで、今まで父子相伝だった餡の作り方を伝授する。しかし光子があまのやへ迎えに来た際には、奈津に満月堂へ帰るよう諭す。
湯河原・湯けむり屋
観光協会が店主の湯谷に町おこしの新作和菓子を頼んでいる時にあやめ、奈津と知り合い、二人の手を借りて新作和菓子を完成させる。

### その他
岩木恵
盛岡に住む中学生。父親が東京で出稼ぎしていた時に毎日満月堂の饅頭を食べていた事から、修学旅行で東京に来た際満月堂に立ち寄る。
今井
一ツ橋流の弟子で、いつも冬実と一緒にいる。
吉田
一ツ橋流の弟子で、いつも冬実と一緒にいる。
佐嶋百合江（さじま　ゆりえ）
洋菓子専門学校時代の友人。有名洋菓子店「ドアノー」社長の娘。有名店の社長令嬢でも冬実とは対照的な人柄。専門学校での成績は常に奈津とトップを争っていた。奈津との会話中に喜八郎という大叔父の名を口にしている。大住喜八郎の旧姓が佐嶋であることから、もし百合江の言う喜八郎大叔父が大住喜八郎の事なら奈津と百合江は再従姉妹である。父親の店で働いていたがパリに修行に行く。
佐嶋健三郎（さじま　けんざぶろう）※
喜八郎の三番目の兄。太平洋戦争で特攻隊として知覧基地から出撃した。喜八郎は兄の中でも健三郎に一番懐いていた。
三楽亭半月
中堅の囃家。20年前に亡くなった父親は名人の三楽亭満月。中堅囃家の中ではピカイチの巧さだが、食べる仕草が出てくる落語だけは苦手。
民子
昭和11年に両親と移住した日系ブラジル人一世。南米に出発する前日に浅草寺にお参りし満月堂に来店。72年ぶりに日本に里帰りした際、満月堂を再び訪れる。
東出志織（ひがしで　しおり）
松宮の姪で観音小学校の教師。松宮を通じて満月堂に小学校の総合学習で和菓子を教えてもらうよう依頼する。松宮曰く「偏屈で僻み性」だが小学校校長の信頼は厚い。
総合学習の件で奈津が挨拶に来た際、すぐに健太達の心を掴んだのを見て嫉妬する。しかし総合学習で奈津の気遣いに触れて自分の気持ちを素直に話す。
田代綾
満月堂に実習に来た専門学校生。
全真実
満月堂に実習に来たソウル出身の専門学校生。
村崎竜太
満月堂に実習に来た専門学校生。実家はカステラの老舗である長崎・梅葉軒。
隅田川
十両の関取。お祭りで満月堂の饅頭を買い占めようとして健太や喜八郎とトラブルになるがすぐ和解し、健太に勝ち星をプレゼントするために稽古に励む。
中嶋香里（なかじま　かおり）
梅吉と松宮の親友・林三郎の娘。林は香里の母・映子とできちゃった結婚をする予定だったが入籍前に事故死、映子は林の親に妊娠してる事を告げずシングルマザーとして香里を育てた。映子は父親について「浅草在住の職人」としか教えていなかったため、梅吉を父親だと思い込み満月堂を訪ね真実を知る。松山市在住。
浅野友紀（あさの　ゆき）
香里の親友。香里とともに満月堂を訪ねる。
千恵子
奈津の地元の友人。奈津が福井に戻った際、一緒に永平寺や丸岡城、酒蔵見学に行く。奈津が光子と浅草に帰る際には、お土産を渡して見送りする。
中村清太郎
TVの鑑定番組にも出演している骨董商。奈津の井戸茶碗が一ツ橋流の家宝として伝わる井戸茶碗とそっくりな事に気づき、あやめに家宝の井戸茶碗を見せて欲しいと懇願する。あやめに真相を伝えられあやめの覚悟を知り、この秘密は墓場に持っていくと約束する。
市川橋蔵（いちかわ　はしぞう）
大衆演劇・市川千代之助一座の看板役者で千代之助の息子。健太の同級生。初対面で奈津が見とれる程の美少年。役者の道に進ませようとする親に反発し家出、満月堂に置いて欲しいと頼む。その際に親を貶したため「そんな風に思うのは優しい心が無いからだ」と奈津に平手打ちされる。

## 書誌情報
- 西ゆうじ（原作）・テリー山本（作画） 『あんどーなつ-江戸和菓子職人物語-』 小学館〈ビッグコミックス〉、全20巻
  1. 2006年6月30日発売[1]、ISBN 978-4-0918-0489-1
  2. 2006年6月30日発売[2]、ISBN 978-4-0918-0490-7
  3. 2006年10月30日発売[3]、ISBN 978-4-0918-0799-1
  4. 2007年3月30日発売[4]、ISBN 978-4-0918-1180-6
  5. 2007年8月30日発売[5]、ISBN 978-4-0918-1442-5
  6. 2008年2月29日発売[6]、ISBN 978-4-0918-1765-5
  7. 2008年6月30日発売[7]、ISBN 978-4-0918-2019-8
  8. 2008年8月29日発売[8]、ISBN 978-4-0918-2140-9
  9. 2009年3月30日発売[9]、ISBN 978-4-0918-2419-6
  10. 2009年8月28日発売[10]、ISBN 978-4-0918-2603-9
  11. 2010年2月27日発売[11]、ISBN 978-4-0918-3069-2
  12. 2010年7月30日発売[12]、ISBN 978-4-0918-3366-2
  13. 2011年2月26日発売[13]、ISBN 978-4-0918-3694-6
  14. 2011年6月30日発売[14]、ISBN 978-4-0918-3864-3
  15. 2011年11月30日発売[15]、ISBN 978-4-0918-4184-1
  16. 2012年5月30日発売[16]、ISBN 978-4-0918-4507-8
  17. 2012年11月30日発売[17]、ISBN 978-4-0918-4785-0
  18. 2013年2月28日発売[18]、ISBN 978-4-0918-5020-1
  19. 2013年6月28日発売[19]、ISBN 978-4-0918-5269-4
  20. 2013年6月28日発売[20]、ISBN 978-4-0918-5339-4

## テレビドラマ
2008年7月7日から9月22日まで毎週月曜日20:00-20:54（以降、時間表記はすべてJST）にTBS系の『ナショナル劇場（その後は月曜ミステリーシアター）』枠で放送された（ABS・FBC・JRTは同年7月13日から9月28日まで毎週日曜日22:30-23:24に放送）。貫地谷しほりと國村隼のダブル主演で、全12話。
『水戸黄門』や『大岡越前』などの時代劇などを放送してきたナショナル劇場（→パナソニック ドラマシアター→月曜ミステリーシアター）枠で、女性主人公の作品は、由美かおる主演の『水戸黄門外伝 かげろう忍法帖』（1995年）以来13年ぶりで、現代劇に限れば酒井和歌子主演の『こんにちは!そよ風さん』（1969年）以来39年ぶりであった。なお、貫地谷にとっては『キミ犯人じゃないよね?』（テレビ朝日の金曜ナイトドラマ）から2クール連続での民放連続ドラマ主演（ゴールデン帯としては初主演）となった。
原作とはストーリーが異なるものの、重厚な作風は残されており、この雰囲気を重視しようと、ナショナル劇場（→パナソニック ドラマシアター→月曜ミステリーシアター）での現代劇としては初のナレーションを導入。ナレーションは春風亭小朝が担当した。
スポンサーである松下電器が2008年10月にパナソニックへ社名変更し、「ナショナル」ブランドを廃止することに伴い、当作がナショナル劇場の最終作品となり、次作の『水戸黄門 第39部』からは、番組枠名称がパナソニック ドラマシアターに改題された。
風吹ジュンと真瀬樹里の出演やキッチン「ミツヤ」とその主人の名が"勘助"といった、『風林火山』（貫地谷が山本勘助の恋人・ミツを演じた）を想起させる設定がある。
また貫地谷が本作で演じた奈津は、原作の西ゆうじと同様に福井県の出身で、放送期間中に福井の視聴者との交流イベントも行われ、第8話では奈津の里帰りも描かれた。貫地谷は「ちりとてちん」でも福井県出身の落語家志望のヒロインを演じていたため、「不思議なご縁」があると発言している。また、福井を「第二の故郷だと思っています」と発言している。

### 登場人物（ドラマ）
（"*"がついていない登場人物は、原作に登場しない）
- * 安藤奈津 - 貫地谷しほり 主人公。ふとしたきっかけで、「満月堂」の職人になる。
- * 安田梅吉 - 國村隼 「満月堂」のベテラン職人。
- * 丸岡竹蔵 - 尾美としのり　「満月堂」の中堅職人。
- * 月岡光子 - 風吹ジュン　「満月堂」の女将。未亡人。夫(故人)は「満月堂」の先代で、病気で帰らぬ人に。
- * 一ツ橋あやめ - 白川由美 茶道「一ツ橋流」の家元。
- 三津屋陽介 - 細田よしひこ 製菓学校での奈津の同級生。
- 三津屋勘助 - 山田明郷 ゆかり・龍太・陽介の父。食堂「キッチン・ミツヤ」を営む。
- 三津屋かづ江 - 柴田理恵 ゆかり・龍太・ 陽介の母。奈津が「満月堂」に勤めるきっかけを作る。
- 三津屋ゆかり - 黒沢かずこ（森三中） 龍太・陽介の姉。
- 三津屋龍太 - 金子昇  悦子の夫で陽介の兄。
- 三津屋悦子 - 田中律子 龍太の妻（三津屋家の嫁）。「満月堂」の近くで喫茶店「たんぽぽ」を営む。
- 三津屋文哉 - 渡邉奏人 龍太と悦子の子で勘助とかづ江の孫。
- 蔵田秀明 - 高川裕也 江戸小物「蔵田」を営む。
- 蔵田真美子 - 真瀬樹里 　秀明の妻。
- 藤村弘道 - 林家正蔵 　履物「江戸屋」を営む。
- 藤村今日子 - 金谷真由美 　弘道の妻。
- 泰造 - なぎら健壱 　古本「緑鱗堂」主人。
- まめ奴 - 牧村三枝子　居酒屋「まめ太」女将。
- 美代 - 渡辺夏菜　居酒屋「まめ太」の手伝い。

### ゲスト
第1話
- 人事担当者 - 中谷彰宏 　菓子店｢獅子屋」人事部員。

第2話
- 鈴子 - 大森暁美

第4話
- 駒田勝 - 六平直政 　浅草鰻屋｢うな勝」の主人。

- 森田優人 - 鈴木裕樹 　浅草鰻屋｢うな勝」の職人見習い。

第5話
- 菊子 - 笛木優子

第6話
- 丸岡律子 - 有坂来瞳 　竹蔵の妹。

- 丸岡秀夫 ‐ 小浜正寛　律子の夫。

第7話
- あや乃 - 遠山景織子 　元芸者。

- 麻衣子 - 水橋貴己 　半人前の芸者。

- 辰子 - 佐々木すみ江 　たつ家の女将。

第8話
- 安藤たみ - 風見章子 　奈津の祖母。
- 美都里 - 杉村暁　奈津の叔母。

- 河島茂男 - 金田明夫 　魚屋「魚米」の店主。

- 河島由子 - 福井裕子 　魚屋「魚米」のおかみ。

- 河島憲司 - 五十嵐隼士 　茂男の息子。

- MONKEY MAJIK　満月堂に来店した客。

- 新山安奈 - 河合洋美　梅吉の従兄弟の娘。

第9話
- 都築正茂　- 立川三貴　光子の縁談相手。
- 審査委員長 ‐ 中村直太郎

第10話
- 里子 - 馬渕晴子　梅吉の実母。

第11話
- 白井優治 - 西岡徳馬　菓子屋「虎月庵」の職長。

- 松村俊子 - 仁科亜季子　菓子屋「虎月庵」の女将。

第12話
- 黒部幸英　菓子コンテスト会の司会者。

### サブタイトル
| 話数                                                       | 放送日        | サブタイトル                              | 脚本       | 演出       | 視聴率 |
| ---------------------------------------------------------- | ------------- | ----------------------------------------- | ---------- | ---------- | ------ |
| 1                                                          | 2008年7月7日  | お菓子な出逢い                            | 長川千佳子 | 竹村謙太郎 | 11.6%  |
| 2                                                          | 2008年7月14日 | 破門!? 最初の試練                         | 長川千佳子 | 竹村謙太郎 | 10.5%  |
| 3                                                          | 2008年7月21日 | 花火大会の夜、涙と奇跡の和菓子が生まれる… | 長川千佳子 | 酒井聖博   | 7.6%   |
| 4                                                          | 2008年7月28日 | 土用丑の日ウナギ騒動!                     | 長川千佳子 | 堀英樹     | 9.1%   |
| 5                                                          | 2008年8月4日  | 出たあ! 浅草幽霊大騒ぎ                    | 長川千佳子 | 竹村謙太郎 | 9.0%   |
| 6                                                          | 2008年8月11日 | 実家を乗っ取られた兄!                     | 長川千佳子 | 酒井聖博   | 8.9%   |
| 7                                                          | 2008年8月18日 | 浅草芸者の心意気                          | 東多江子   | 堀英樹     | 9.3%   |
| 8                                                          | 2008年8月25日 | しょっぱい帰郷                            | 武藤久里   | 竹村謙太郎 | 10.6%  |
| 9                                                          | 2008年9月1日  | 女将さんがお見合いっ!?                    | 長川千佳子 | 酒井聖博   | 9.2%   |
| 10                                                         | 2008年9月8日  | 父と息子…涙のオムレツ                     | 丸山智子   | 堀英樹     | 9.6%   |
| 11                                                         | 2008年9月15日 | 京都から来た男                            | 長川千佳子 | 竹村謙太郎 | 7.1%   |
| 12                                                         | 2008年9月22日 | 暖簾をかけた決勝戦                        | 長川千佳子 | 竹村謙太郎 | 8.1%   |
| 平均視聴率 9.2% （視聴率は関東地区・ビデオリサーチ社調べ） |               |                                           |            |            |        |

### 主題歌
- MONKEY MAJIK「ただ、ありがとう」

### スタッフ
- 脚本:長川千佳子、東多江子、武藤久里、丸山智子
- 音楽:遠藤浩二
- ナレーション:春風亭小朝（第2話の冒頭では落語を演じた）
- プロデューサー:橋本孝、遠藤正人
- 演出:竹村謙太郎、酒井聖博、堀英樹
- 製作:TBS、ドリマックス・テレビジョン

### 原作との相違点
奈津が「満月堂」の職人になる経緯
- パティシエを目指して製菓学校を卒業した安藤奈津は、憧れの店“Laura's Garden”に就職する。しかし、女主人のLauraが急逝したために1ヶ月で店は閉店となってしまう。再就職先を探していた奈津は、風に吹き飛ばされてしまった“おみくじ”（大吉）に導かれて、満月堂にたどり着く。

人物
- 竹蔵のキャラ設定が若干異っており、外見に関しても裸眼となっている。また、15年前、高校3年生の時に満月堂へ奉公に行った設定になっている。
- 梅吉のキャラ設定が異なっており、光子に気のあるような描写がある。また、職人歴が30年となっている。

その他、ドラマオリジナルキャラクターが多く登場している反面、外崎冬美のように、ドラマに登場しないキャラクターもいる。

### コラボ商品
山崎製パンから当ドラマとのコラボレーション商品である「たっぷりつぶあんどーなつ」と「もっちこしあんどーなつ」の菓子パン2品目がテレビドラマ放送開始日と同日の2008年7月7日から日本全国で発売された。『華麗なる一族』の「華麗ぱん」、『佐々木夫妻の仁義なき戦い』の「佐々木夫妻の仁義'sパン」に続くTBS系ドラマと山崎製パンのコラボ企画第3弾として企画された。パッケージには2品目とも当ドラマ主演の貫地谷しほりの写真が出ている。